# Skepplanda
Skepplanda är en tätort i Ale kommun och kyrkbyn i Skepplanda socken. Orten ligger mellan Göteborg och Trollhättan, cirka 3,5 mil nordost om Göteborg.

## Namnet
Namnet Skepplanda förekommer för första gången i formen av Skiplanda sogn på 1400-talet. Namnets fornsvenska förled innehåller ord för "skepp" och syftar på virkestäkt till fartyg.

## Befolkningsutveckling
| Befolkningsutvecklingen i Skepplanda 1970–2020 | Befolkningsutvecklingen i Skepplanda 1970–2020 | Befolkningsutvecklingen i Skepplanda 1970–2020 | Befolkningsutvecklingen i Skepplanda 1970–2020 | Befolkningsutvecklingen i Skepplanda 1970–2020 |
| ---------------------------------------------- | ---------------------------------------------- | ---------------------------------------------- | ---------------------------------------------- | ---------------------------------------------- |
|                                                |                                                |                                                |                                                |                                                |
| År                                             |                                                |                                                | Folkmängd                                      | Areal (ha)                                     |
| 1970                                           | 1970                                           |                                                | 632                                            |                                                |
| 1975                                           | 1975                                           |                                                | 1 961                                          |                                                |
| 1980                                           | 1980                                           |                                                | 1 941                                          |                                                |
| 1990                                           | 1990                                           |                                                | 1 867                                          | 98                                             |
| 1995                                           | 1995                                           |                                                | 1 951                                          | 102                                            |
| 2000                                           | 2000                                           |                                                | 1 902                                          | 102                                            |
| 2005                                           | 2005                                           |                                                | 1 869                                          | 104                                            |
| 2010                                           | 2010                                           |                                                | 1 803                                          | 104                                            |
| 2015                                           | 2015                                           |                                                | 1 821                                          | 152                                            |
| 2020                                           | 2020                                           |                                                | 1 873                                          | 152                                            |
| Anm.: Ny tätort 1970.                          |                                                |                                                |                                                |                                                |

## Samhället
Tätorten ligger i huvudsak söder och öster om den högt belägna Skepplanda kyrka, med medeltida anor. Norr och väster om kyrkan och samhället rinner Grönån, som flyter samman med den söderifrån kommande Forsån inte långt från  samhällets västra hörn. Där har det tidigare legat en handelsplats med namnet Grönköp, som har antagits ha varit en föregångare till den medeltida staden Lödöse.
Från detta område och ner till Göta älv, cirka 4 kilometer, har Grönån varit seglingsbar,  och den var allmän frarled ända till 1922. Vid gården Hamnen, idag en kilometer från dagens åmynning, låg före Roskildefreden 1658 en svensk tullstation.  
Skepplanda kommun var länge en ren jordbruksbygd utan tätbebygglese eller industrier. Efter en topp år 1866 med 3 216 invånare hade kommunen ett jämnt sjunkande invånarantal, som nådde botten 1962 med endast 1 449 invånare. För att vända utvecklingen byggdes Skepplanda kyrkby ut samlat på 1960- och 70-talen med villor och radhus inom ramen för det så kallade  Miljonprogrammet. Det är denna utbyggnad, som  gjorde Skepplanda till tätort 1969 och gav samhället dess nuvarande karaktär.
Det nya området fick ett centralt torg med namnet Albotorget, som byggdes under åren 1971-1976. Här byggdes bland annat affärslokaler, simhall, idrottshall, bibliotek, församlingshem samt mellanstadieskolan Alboskolan.  I samhället finns vidare lågstadieskolan Garnvindeskolan och äldreboendet Klockareängen,  numera inriktat mot demensvård.
I anslutning till tätorten fanns sedan tidigare Skepplanda bygdegård och  Skepplanda hembygdsgård Grönköp. Den senare  har namn efter den gamla handelsplatsen, som låg några hundra meter därifrån. Forsvallen är en idrottsplats med fyra fotbollsplaner och en bouleplan. Idrottsplatsen är hemvist för fotbollsklubben Skepplanda BTK.
Efter många år som bland annat småskola och klubbstuga för Skepplanda BTK blev Vadbacka gästgiveri åter krog 1993 men disponeras sedan 2017 av Hells Angels.

### Skolor
1849 byggdes kyrkskolan som användes som folkskola och småskola. När Garnvindeskolan invigdes 1965 togs kyrkskolan ur bruk. Den är numera förskola.
- Garnvindeskolan, grundskola, årskurs 1-3, samt förskoleklass. Skolan var fram till år 1973 både låg- och mellanstadieskola. I slutet av 1960-talet byggdes skolan till. Om- och tillbyggnad av skolan gjordes 1996–1997.
- Alboskolan, grundskola, årskurs 4-6, som byggdes 1973 och ligger vid Skepplanda centrum. En stor om- och tillbyggnad skedde åren 1995–1997.
- Gunnarsgården, förskola vid Skepplanda centrum. Byggd 1973.[12]

Närmaste skolorna med högstadium, årskurs 7–9, är Aroseniusskolan i Älvängen och Tingbergsskolan i Lödöse.

## Anläggningar för sport och idrott
- Skepplandahallen, kommunal idrottshall som främst används för handboll och innebandy[13] av Ale HF[14] respektive Skår IBK.[15]
- Skepplanda simhall, kommunal simhall, den enda i Ale kommun. [16] Alesimmarna bedriver verksamhet här.[17]
- Forsvallen, med fyra fotbollsplaner och Skepplanda BTK:s klubbhus.[18]
- Ett elljusspår på 2,45 km är anlagt i anslutning till Skepplanda simhall.[19]

I närheten:
- Alebacken, Alafors, slalombacke med liftar och konstsnöanläggning, drivs av Alebacken Sportklubb (11 km)[20]
- Alfhems kungsgård, 18-håls golfbana och korthålsbana, som drivs av Ale golfklubb.[21] (4 km)
- Skepplanda skyttecenter, Hålanda, drivs av Skepplanda skytteförening med traditionella skjutbanor[22] och Föreningen Skepplanda sportskyttar med anläggning för lerduveskytte, jaktstig, älgbana m.m.[23] (15 km)

## Näringsliv
Skepplanda hade en kort industriepok under första halvan av 1970-talet då företaget XEL försökte konkurrera med Leca om tillverkning av lättklinker. I övrigt finns en del småindustri.

## Bilder

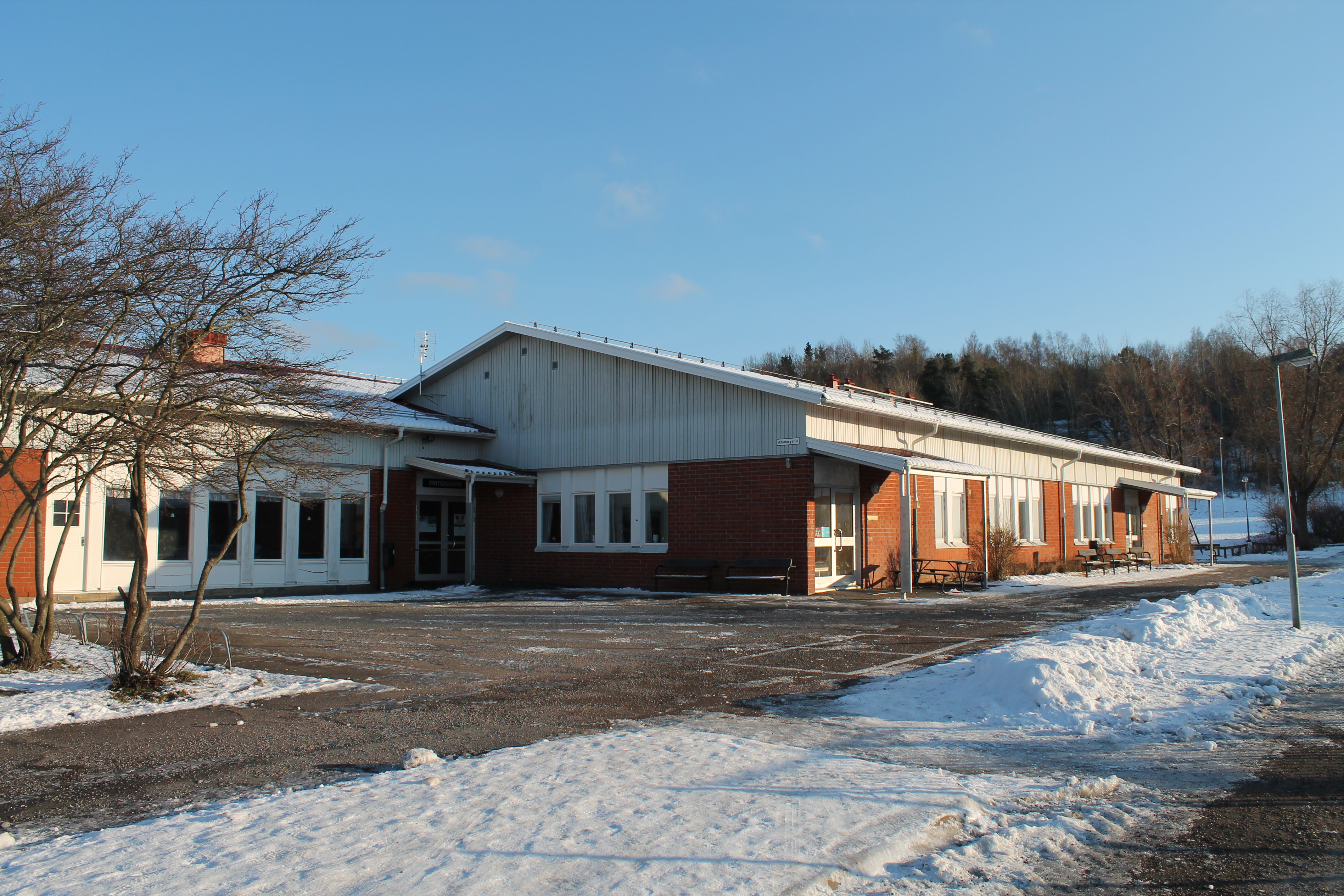
Mellanstadieskolan Alboskolan.
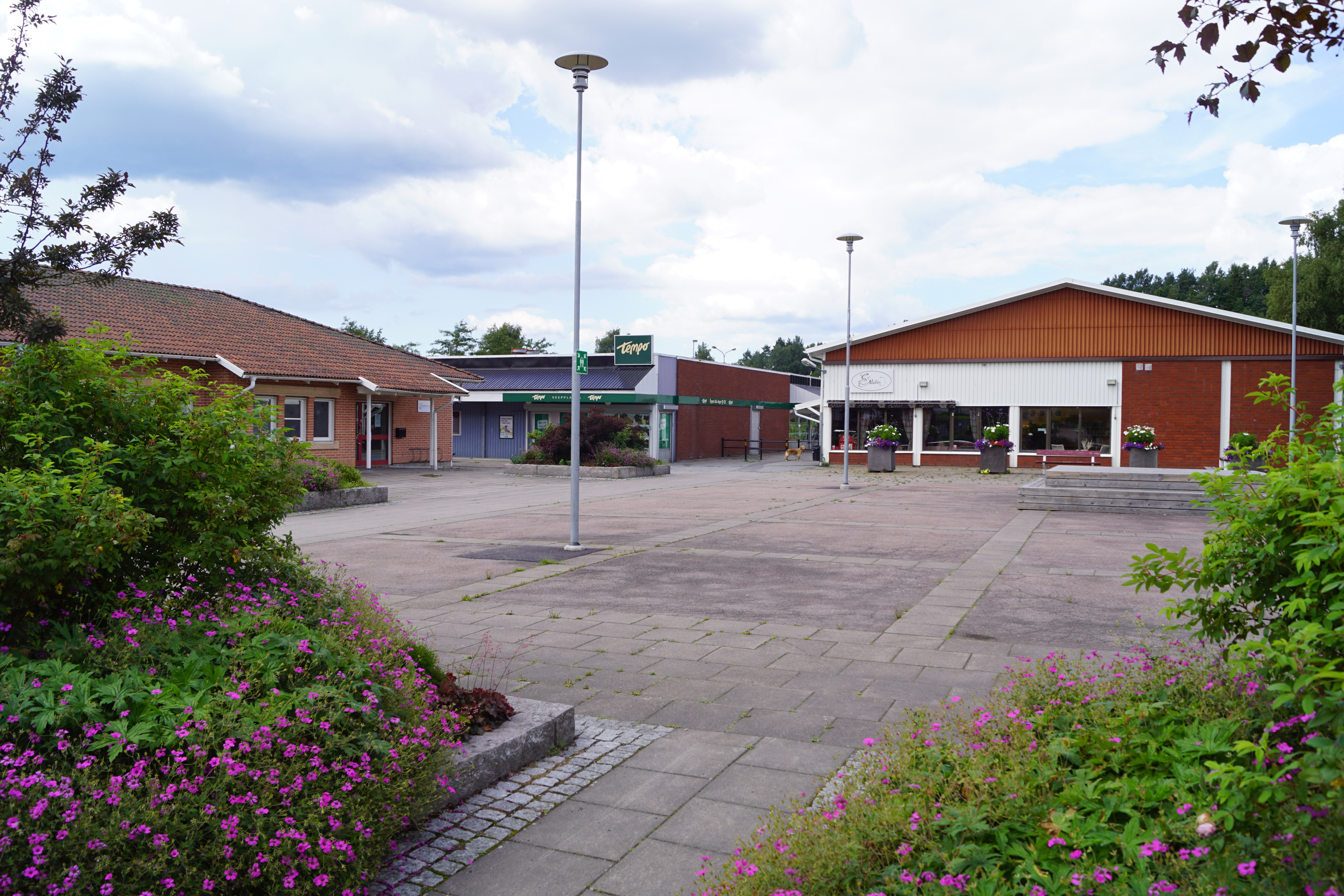
Albotorget.

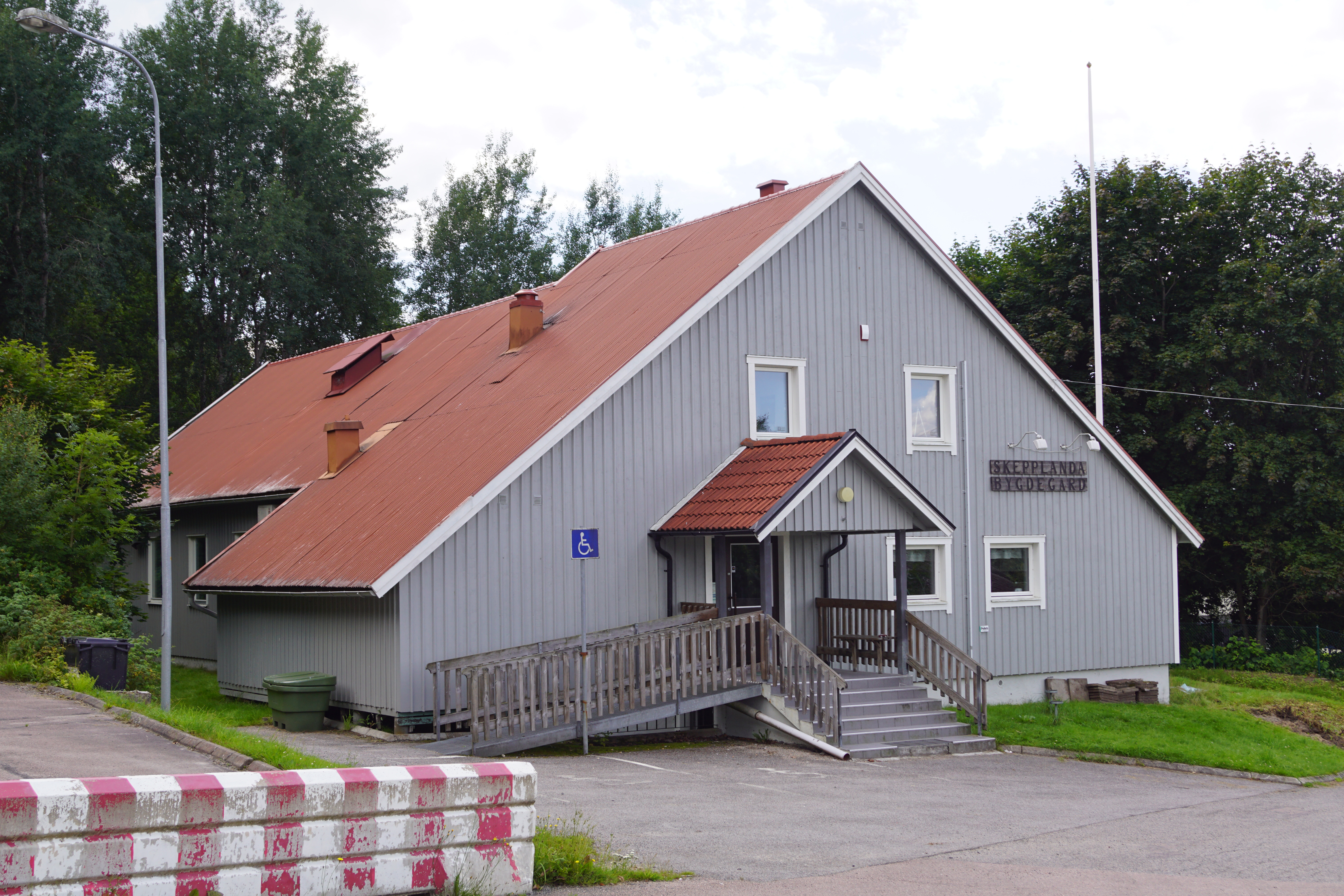
Bygdegården.
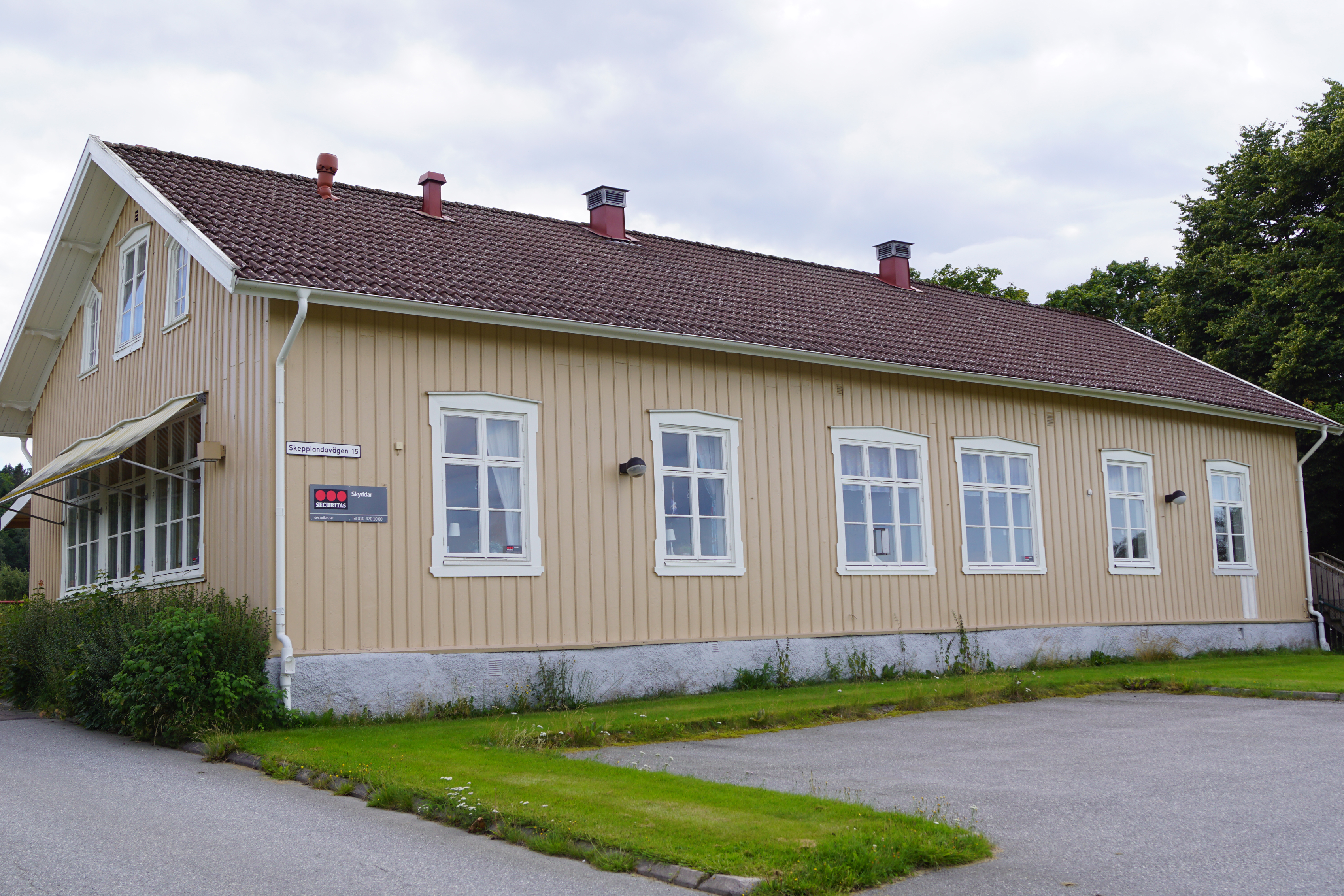
Kyrkskolan, tidigare småskola, nu fritidshem.
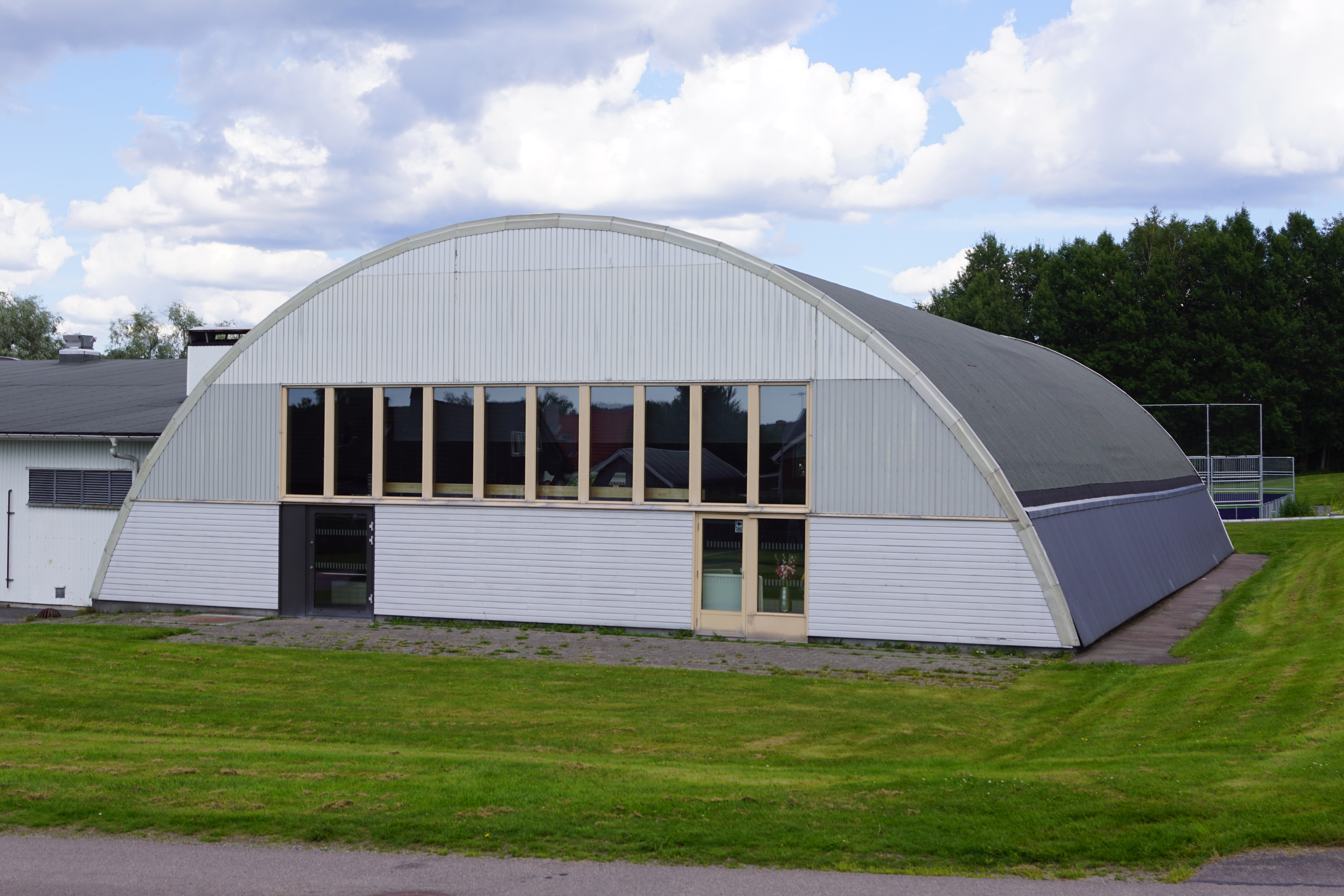
Simhallen.
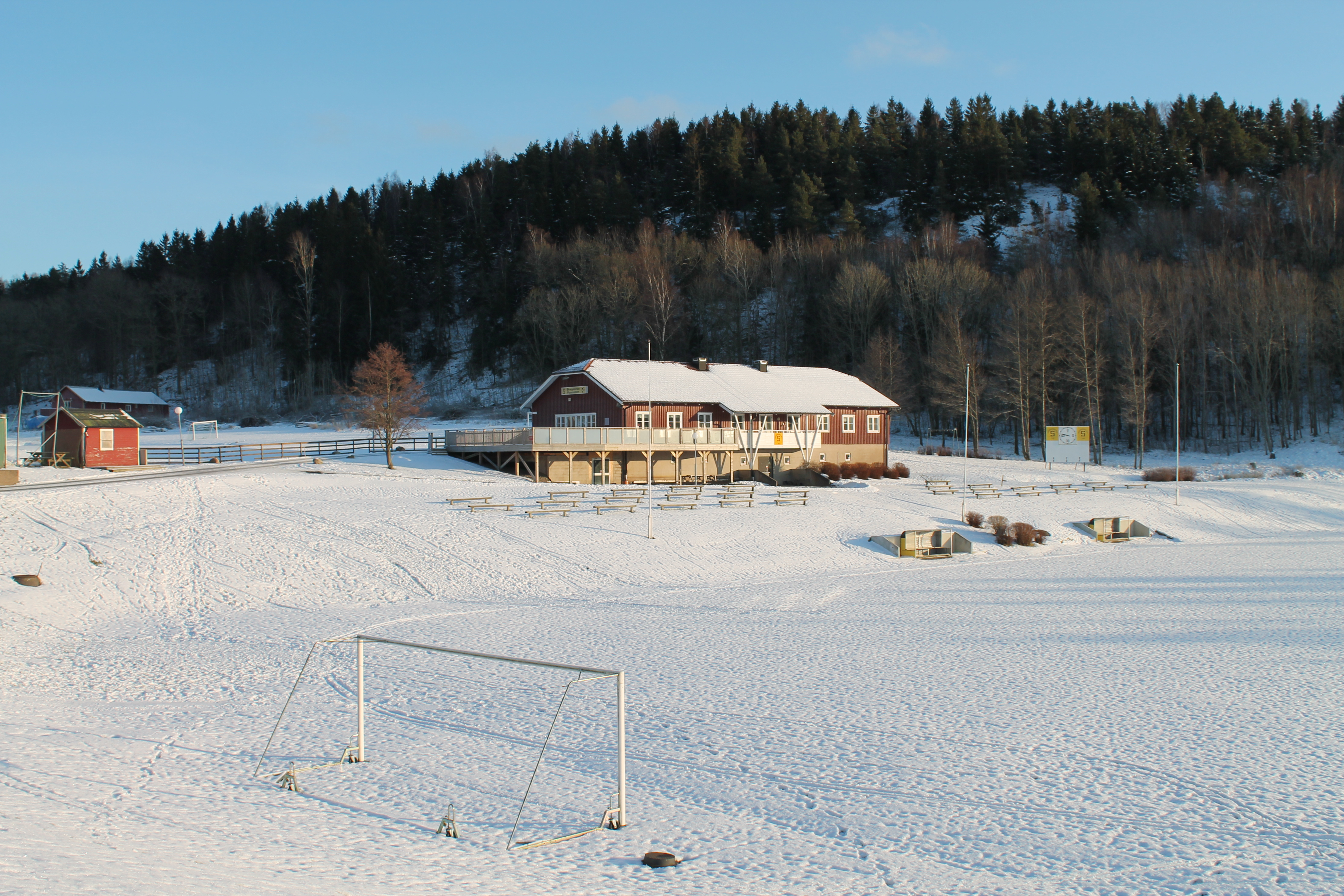
Forsvallen, Skepplandas fotbollsplan.